# Нуадібу (футбольний клуб)
Футбольний клуб «Нуадібу» (фр. Football Club Nouadhibou, араб. ادي نواذيبو لكرة القدم) — мавританський професійний футбольний клуб, який базується в місті Нуадібу. Клуб заснований у 1999 році, та проводить домашні матчі на стадіоні «Стад де Нуадібу» місткістю 10 300 глядачів. «Нуадібу» грає в Супер Д1, найвищому футбольному дивізіоні країни, та є одним із найтитулованіших клубів країни, 11 разів ставав чемпіоном країни та 5 разів вигравав Кубок Мавританії.

## Титули і досягнення
- Чемпіон Мавританії (13): 2001, 2002, 2011, 2013, 2014, 2017—2018, 2018—2019, 2019—2020, 2020—2021, 2021—2022, 2022—2023, 2023—2024, 2024—2025
- Володар Кубка Мавританії (5): 2004, 2008, 2017, 2018, 2023
- Володар Суперкубка Мавританії (3): 2011, 2013, 2018
- Володар Кубка ліги Мавританії (2): 2014, 2019